# 유엔 안전 보장 이사회 결의 제550호
1984년 5월 11일 채택된 유엔 안전 보장 이사회 결의 제550호에서는 결의 제365호(1974년), 결의 제367호(1975년), 결의 제541호(1983년)를 재차 확인한 후, 키프로스 공화국에서 터키가 점령한 부분에 대한 분리독립 운동이 기존 결의안에 대한 위반으로서 불법이라고 선고하였다.
또한 이사회에서는 다른 회원국에게 자칭 "북키프로스 튀르크 공화국"을 인정하지 말기를 촉구했고, 터키와 북키프로스 간 대사 교환을 비난하였으며, 유엔 키프로스 평화유지군을 교란하려는 모든 시도에 대해 검토하였다. 또한 결의안의 이행을 촉구하기 위해 유엔 사무총장을 소집하기도 했다.
결의안은 13표 찬성에 파키스탄의 반대 1표, 미국의 기권 1표로 채택되었다.

## 같이 보기
- 키프로스 분쟁
- 유엔 키프로스 완충 지대
- 터키의 키프로스 침공